# Мужская сборная Кирибати по баскетболу
Мужская сборная Кирибати по баскетболу — национальная команда по баскетболу, представляющая Кирибати в международных соревнованиях. Управляется Федерацией баскетбола Кирибати.

## История
Сборная Кирибати ни разу не участвовала в крупнейших международных турнирах — Олимпийских играх, чемпионатах мира и чемпионатах Океании.
В 2015 году кирибатийские баскетболисты впервые выступили на Тихоокеанских играх в Порт-Морсби. На групповом этапе они проиграли все матчи против сборных Самоа (86:108), Соломоновых Островов (57:94), Гуама (41:135) и Таити (66:99). В утешительном турнире за 7-10-е места баскетболисты Кирибати одержали первую победу над Науру (78:72) и проиграли Новой Каледонии (54:148), заняв 10-ю строчку. 
В 2018 году сборная Кирибати участвовала в баскетбольном турнире Микронезийских игр на Япе, но не попала в число призёров.

## Результаты выступления

### Тихоокеанские игры
- 2015 — 9-е

### Микронезийские игры
- 2018 — ?